# برودي هندرسون
برودي هندرسون هو لاعب اتحاد الرغبي كندي، ولد في 12 ديسمبر 1983 في فانكوفر في كندا.